# Área de conservación regional Alto Nanay-Pintuyacu-Chambira
El Área de conservación regional Alto Nanay-Pintuyacu-Chambira es un área protegida en el Perú. Se encuentra en la región Loreto.
El objetivo del área protegida es conservar los recursos naturales y los ecosistemas en las cuencas de los ríos Ampiyacu y Apayacu para asegura los recursos de flora y fauna.
Fue creado el 18 de marzo de 2011, mediante D.S. N.º 005-2011-MINAM. Tiene una extensión de 954 635.48 hectáreas.